# Gymnogobius
Genre
Gymnogobius est un genre de poissons de la famille des Gobiidae.

## Liste des espèces
Selon FishBase :
- Gymnogobius breunigii (Steindachner, 1879)
- Gymnogobius bungei (Schmidt, 1931)
- Gymnogobius laevis (Steindachner, 1879)
- Gymnogobius mororanus (Jordan et Snyder, 1901)
- Gymnogobius nigrimembranis (Wu et Wang, 1931)
- Gymnogobius nigripinnis (Wang et Wang, 1935)
- Gymnogobius opperiens Stevenson, 2002
- Gymnogobius petschiliensis (Rendahl, 1924)
- Gymnogobius taranetzi (Pinchuk, 1978)
- Gymnogobius uchidai (Takagi, 1957)
- Gymnogobius urotaenia (Hilgendorf, 1879)